# Cuerpo geniculado lateral
El cuerpo geniculado lateral, también conocido como tálamo óptico, es una eminencia del metatálamo producida por el núcleo geniculado lateral o externo subyacente, inmediatamente por fuera del cuerpo del núcleo geniculado interno; transmite impulsos visuales de la vía óptica a la corteza calcarina.

## Componentes en la Terminología Anatómica
La Terminología Anatómica indica para el núcleo geniculado lateral los siguientes componentes:
A14.1.08.802 Núcleo dorsal del cuerpo geniculado lateral (nucleus dorsalis corporis geniculati lateralis)
- A14.1.08.803 Capa coniocelular del núcleo dorsal del cuerpo geniculado lateral (stratum koniocellulare nuclei dorsalis corporis geniculati lateralis)
- A14.1.08.804 Capas magnocelulares del núcleo dorsal del cuerpo geniculado lateral (strata magnocellularia nuclei dorsalis corporis geniculati lateralis)
- A14.1.08.805 Capas parvocelulares del núcleo dorsal del cuerpo geniculado lateral (strata parvocellularia nuclei dorsalis corporis geniculati lateralis)

A14.1.08.806 Núcleo ventral del cuerpo geniculado lateral; núcleo pregeniculado (nucleus ventralis corporis genigulati lateralis; nucleus pregeniculatus)